# Atacamatitan chilensis
Atacamatitan chilensis ("titán de Atacama chileno") es la única especie conocida del género extinto Atacamatitan de dinosaurio saurópodo titanosáurido que vivió a finales del período Cretácico, hace aproximadamente 70 millones de años durante el Maastrichtiense, en lo que es hoy Sudamérica. Se conoce por el holotipo, SGO-PV-961, que incluye dos vértebras dorsales, vértebras caudales, costillas, un posible esternón, parte de un húmero, el fémur derecho, y huesos no identificados incompletos. Este espécimen fue encontrado en la Formación Tolar. El lugar del descubrimiento está cerca de la ciudad de Conchi Viejo, en la Región de Antofagasta. Fue nombrado por Alexander Kellner, David Rubilar-Rogers, Alexander Vargas y Mario Suárez en 2011 y la especie tipo es Atacamatitan chilensis. El epíteto específico chilensis se refiere a Chile.

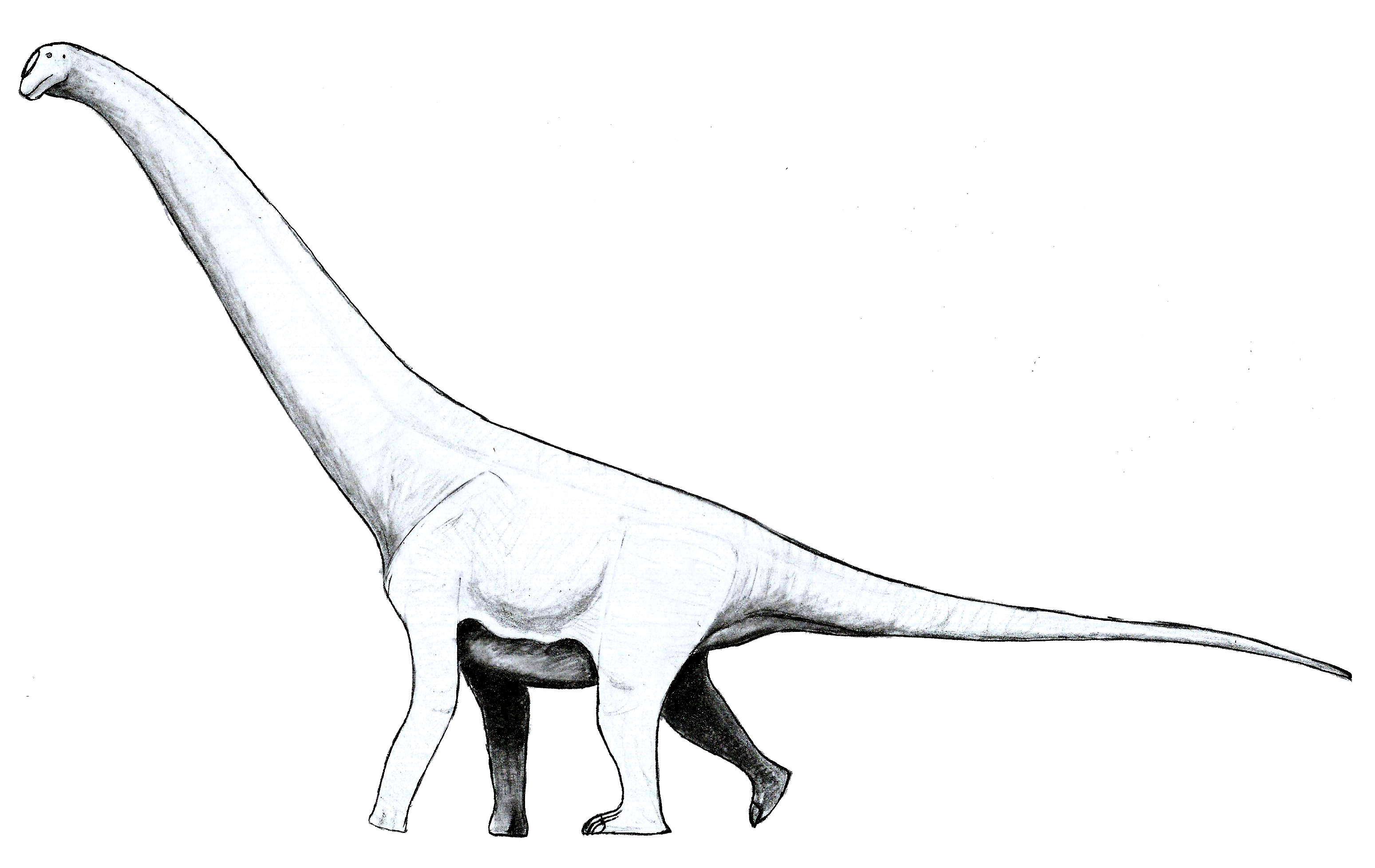
Recreación en vida de Atacamatitan

Fue encontrado en lo que ahora es el desierto de Atacama, en el norte de Chile y era una especie de tamaño medio para un saurópodo, midiendo aproximadamente entre a ocho a diez metros de largo, cinco de alto y pesaba cerca de cuatro toneladas. Así era el Atacamatitan chilensis, una nueva especie de dinosaurio chileno del grupo de los saurópodos, grandes dinosaurios cuadrúpedos de largo cuello y cola, que habitó el norte de Chile hace unos 70 millones de años.
Este hallazgo científico - publicado en la Revista de la Academia de Ciencias de Brasil. Fue el resultado de una larga investigación, centrada en dos expediciones realizadas a la región de Atacama entre los años 2000 y 2001, donde lograron rescatar las piezas del ejemplar, que aunque no está completo, sí permiten dar una imagen de cómo fue este animal en vida.
En este trabajo, participaron el brasileño Alexander Kellner, y los paleontólogos chilenos David Rubilar del Museo Nacional, Alexander Vargas de la Universidad de Chile y Mario Suárez del Museo Paleontológico de Caldera. De acuerdo a lo que indica David Rubilar, «esta nueva "especie fósil" permitirá ampliar el conocimiento de los dinosaurios en América del Sur y representa un gran aporte para la paleontología nacional". En esta misma dirección, el director del museo de Caldera Mario Suárez señala que "años atrás se decía que no había vertebrados fósiles en Chile, pero durante los últimos cinco años hemos demostrado precisamente lo contrario y realizado una gran cantidad de nuevos descubrimientos que permiten posicionar a Chile dentro del mapa de la paleontología mundial».